# VXI
VXI est un bus informatique industriel, initialement destiné à l'instrumentation, basé sur le bus VME. Le sigle VXI signifie VME eXtensions for Instrumentation.

## Historique
La première spécification du bus VXI est éditée en 1987 par le VXIbus Consortium.